# Deutscher Sportklub

Le Deutscher Sportklub Düsseldorf (abrégé DSD) est un club de sport de Düsseldorf fondé le 15 février 1924 par d'anciens membres du Düsseldorfer Turnvereins von 1847. Le club, qui compte environ 1100 membres, comprend les sports tennis, hockey sur gazon, athlétisme et pétanque. Les locaux du club avec un terrain de hockey en gazon synthétique, une piste d'athlétisme et dix courts de tennis sont situés directement au nord de Düssel dans le Grafenberger Wald.

## Hockey
La saison 2009/2010 a été jusqu'à présent la plus réussie du point de vue des meilleures équipes. Tant dans la salle que sur le terrain, les deux équipes 1ères femmes et 1ères hommes ont chacune progressé d'une ligue. Les femmes ont été promues en championnat régional à Halle et Feld, les hommes en 2e Bundesliga à Halle et Feld. Lors de la saison 2010/2011, les 1ers hommes ont été promus en 1ère Bundesliga.
En raison d'un rajeunissement des deux équipes, des joueurs expérimentés manquaient, de sorte que les ligues ne pouvaient pas être maintenues dans certains cas.
Lors de la saison en salle 2009/2010, l'équipe masculine est devenue championne du 2. Bundesliga et a été promu en Bundesliga. En 2004/2005, alors qu'il était encore dans la ligue de 1ère association de cinquième ordre, le DSD ne s'est sauvé que de la relégation dans la classe inférieure de la relégation. Lors de la saison sur le terrain 2015/16, la 1ère équipe masculine était représentée dans la ligue régionale, lors de la saison en salle 2017/18 dans la 2ème ligue fédérale. La 1ère équipe féminine a joué dans l'Oberliga lors de la saison sur le terrain 2015/16 et dans la 1ère Regionalliga lors de la saison en salle 2017/18.
Dans le domaine des équipes d'enfants et de jeunes, le DSD n'a cessé de se développer vers le haut depuis l'introduction du gazon artificiel en 2003. En attendant, de nombreux talents grandissent dans l'espace enfant. En attendant, le DSD a une ou plusieurs équipes dans tous les groupes d'âge, filles/jeunes filles et garçons/jeunes garçons. Les équipes sont enregistrées dans la Regionalliga et l'Oberliga. Les garçons A (U14) sont devenus deuxièmes d'Allemagne en salle en 1999 après avoir battu les HTC Stuttgarter Kickers 2:4 après un jet de sept mètres. Les garçons B (U12) sont devenus champions d'Allemagne de l'Ouest sur le terrain et en salle lors de la saison 2015/16. Le plus grand succès à ce jour est de remporter le championnat d'Allemagne avec les garçons A (U14) 2017/2018 sur le terrain et dans la salle. Ce succès a attiré l'attention du club dans tout le pays.
Il y a 346 membres actifs âgés de 4 à 18 ans. Dans les équipes adultes (performance et loisir), 112 membres du DSD jouent activement au hockey.